# Kétbodony
Kétbodony – wieś i gmina w północnej części Węgier, w pobliżu miasta Rétság. Miejscowość leży na obszarze Średniogórza Północnowęgierskiego, w pobliżu granicy ze Słowacją. Administracyjnie należy do powiatu Rétság, wchodzącego w skład komitatu Nógrád.
Gmina Kétbodony liczy 526 mieszkańców (2001 r.) i zajmuje obszar 13,05 km².